# Jesus Freak (álbum)
Jesus Freak é o quarto álbum de estúdio da banda dc Talk, lançado em 1995.
O disco venceu um Grammy Award, na categoria "Best Rock Gospel Album".
Chegou ao 3º lugar da tabela em Billboard 200, tendo vendido mais de 2 milhões de discos , alcançando a dupla platina.

## Faixas
1. "So Help Me God" – 4:39
2. "Colored People" – 4:26
3. "Jesus Freak" – 4:49
4. "What If I Stumble" – 5:06
5. "Day By Day" – 4:30
6. "Mrs. Morgan" – 0:57
7. "Between You and Me" – 4:59
8. "Like It, Love It, Need It" – 5:23
9. "Jesus Freak" (Reprise) – 1:17
10. "In the Light" – 5:05
11. "What Have We Become?" – 6:08
12. "Mind's Eye" – 5:17
13. "Alas, My Love" – 5:17